# Riccordia
Genre
Riccordia est un genre d'oiseaux de la famille des Trochilidae.

## Liste des espèces
Selon la classification de référence du Congrès ornithologique international (11 avril 2024) (ordre phylogénique) :
- Riccordia bicolor (J.F.Gmelin, 1788) – Colibri à tête bleue
- Riccordia maugeus (Audebert & Vieillot, 1801) – Émeraude de Porto Rico
- Riccordia ricordii (Gervais, 1835) – Émeraude de Ricord
- Riccordia swainsonii (R.Lesson, 1829)– Émeraude d'Hispaniola
- † Riccordia bracei (Lawrence, 1877) – Émeraude de New Providence

Auxquelles GBIF (11 avril 2024) ajoute :
- † Riccordia elegans (Gould, 1860)

## Classification
Le nom valide complet (avec auteur) de ce taxon est Riccordia Reichenbach, 1854,.
Riccordia a pour synonyme :
- Cyanophaia Reichenbach, 1854

## Publication originale
- (de) Ludwig Reichenbach, « Aufzählung der Colibris Oder Trochilideen in ihrer wahren natürlichen Verwandtschaft, nebst Schlüssel ihrer Synonymik », Journal für Ornithologie, Berlin, Theodor Fischer, vol. 1,‎ 1854, p. 1-24 (ISSN 0021-8375 et 1439-0361, OCLC 1588080, lire en ligne).